# Віллов-Рівер (Міннесота)
Віллов-Рівер (англ. Willow River) — місто (англ. city) в США, в окрузі Пайн штату Міннесота. Населення — 384 особи (2020).

## Географія
Віллов-Рівер розташований за координатами 46°19′50″ пн. ш. 92°49′29″ зх. д. / 46.33056° пн. ш. 92.82472° зх. д. (46.330600, -92.824829).  За даними Бюро перепису населення США в 2010 році місто мало площу 4,80 км², з яких 4,42 км² — суходіл та 0,38 км² — водойми.

## Демографія
Згідно з переписом 2010 року, у місті мешкало 415 осіб у 173 домогосподарствах у складі 103 родин. Густота населення становила 86 осіб/км².  Було 199 помешкань (41/км²).
Расовий склад населення:
| - 95,7 % — білих - 1,4 % — корінних американців - 0,2 % — чорних або афроамериканців |

До двох чи більше рас належало 2,4 %. Частка іспаномовних становила 2,2 % від усіх жителів.
За віковим діапазоном населення розподілялося таким чином: 26,0 % — особи молодші 18 років, 61,7 % — особи у віці 18—64 років, 12,3 % — особи у віці 65 років та старші. Медіана віку мешканця становила 35,1 року. На 100 осіб жіночої статі у місті припадало 91,2 чоловіків;  на 100 жінок у віці від 18 років та старших — 90,7 чоловіків також старших 18 років.
Середній дохід на одне домашнє господарство  становив 57 545 доларів США (медіана — 43 333), а середній дохід на одну сім'ю — 70 695 доларів (медіана — 53 125). Медіана доходів становила 41 750 доларів для чоловіків та 41 250 доларів для жінок. За межею бідності перебувало 11,1 % осіб, у тому числі 12,6 % дітей у віці до 18 років та 6,7 % осіб у віці 65 років та старших.
Цивільне працевлаштоване населення становило 167 осіб. Основні галузі зайнятості: освіта, охорона здоров'я та соціальна допомога — 27,5 %, публічна адміністрація — 15,0 %, мистецтво, розваги та відпочинок — 12,0 %, роздрібна торгівля — 10,2 %.